# Pizzo Fau
Pizzo Fau (1686 m.) è una delle cime più alte della catena montuosa dei Nebrodi.
Il monte si trova in prossimità di Portella dell'Obolo (1503 m), sulla strada provinciale 168 che collega i paesi di Caronia e Capizzi.
La vetta è immersa in un fitto bosco che non lascia spazio a una visione panoramica.